# Iñaki Isasi
Iñaki Isasi Flores (født 20. april 1977 i Respaldiza, Álava) er en spansk tidligere professionel landevejsrytter.
Isasi blev professionel i 2001.